# Ping flood
Ping flood (čti „pink flad“) je jednoduchý DoS útok, při kterém útočník zahltí svou oběť ICMP Echo Request pakety.
Nejefektivnějšího způsobu provedení je dosaženo, pokud se pingu, který posílá ICMP pakety, nastaví možnost flood (záplava). Dané pakety se poté začnou odesílat co možná nejrychleji aniž by čekaly na odpovědi.
Ve většině implementací pingu je vyžadováno, aby uživatel měl oprávnění k nastavení možnosti flood u paketů.
Útok je nejúspěšnější, pokud má útočník větší přenosovou rychlost než oběť (například útočník s DSL linkou a oběť s vytáčeným připojením).
Útočník doufá, že oběť mu začne odpovídat ICMP Echo Reply pakety, a tím se mu zahltí jak šířka pásma pro odesílání dat, tak i šířka pásma pro příjem dat.
Pokud má oběť málo výkonný počítač, je možné jí tímto útokem zatížit CPU natolik, že se stane nepoužitelným.
Ping flood může být také použit při diagnostikování ztráty paketů a problémů s průtokem v síti.